# Lörihen
Lörihen est un groupe argentin de hard rock et power metal, originaire de Buenos Aires. Il est formé en 1996.

## Biographie
Lörihen est formé en 1996 sous l'impulsion du guitariste Emiliano Obregón. Le groupe se compose par la suite de Hernán Ríos à la batterie et Emiliano Obregón à la guitare, qui resteront dans le groupe depuis sa création, et complètent la formation Lucas Gerardo en voix, Ezequiel Catalano à la guitare et Ezequiel Giménez à la basse. 
Le nom de Lörihen s'inspire du célèbre roman Le Seigneur des Anneaux de JRR Tolkien, dans lequel Lórien est une forêt habitée par les elfes. Lörihen occupe une place très importante dans la scène sud-américaine, en particulier en concert. Ces derniers se distinguent par des changements scénographiques et segments audiovisuels projetés en direct sur l'exécution des morceaux. À la fin de 2001, ils sortent leur deuxième album intitulé Antes de tiempo au label Heaven Records, qui comprend des reprises de Skid Row, Rata Blanca et V8.
Avec cinq albums, dont un enregistré en live, le groupe est sélectionné à plusieurs reprises pour participer à des festivals internationaux partageant la scène avec des groupes tels que Judas Priest, Whitesnake et Rata Blanca aux Monsters of Rock 2005, Exode, Stratovarius, Rhapsody, Hammerfall (à Buenos Aires et Montevideo), Labyrinth, Vision Divine, Angra et Shaman. 
En Argentine, Lörihen joue dans plus de 70 villes, en tournée pour son troisième album, Paradigma, entre 2003 et 2004. En dehors du pays, ils se redent huit fois en Bolivie, au Brésil, au Paraguay et en Uruguay. En 2006, ils participent à l'album hommage au groupe argentin Riff, intitulé Que sea rocka.
En 2015 sort l'album Aún sigo latiendo. En 2017, le groupe publie son nouvel album studio, Fuego y madera et un album anniversaire, Bajo la cruz 10° Aniversario. En 2018, ils publient le clip Triste historia del poder.

## Membres

### Membres actuels
- Lucas Gerardo - chant (depuis 2006)
- Emiliano Obregón - guitare (depuis 1996)
- Ezequiel Catalano - guitare (depuis 2017)
- Ezequiel Giménez - basse (depuis 2016)
- Hernán Ríos - batterie (depuis 1996)

### Anciens membres
- Javier Barrozo - chant (1998-2006)
- David Latorre - chant (1996-1998)
- Mariano Ríos - guitare (1996-1998)
- Rodrigo Gudiña - guitare (1998-2000 ; invité)
- Julian Barrett - guitare (2001-2017)
- Damián Janczur - basse (1998-2002)
- Ignacio Deabreu - basse (1996-1997)
- Germain Leth - basse (1997-1998)
- Nicolás Ciancio - basse (2002-2016)

## Discographie

### Albums studio
- 2000 : Utopía (Nems)
- 2001 : Antes de tiempo (Heaven Records)
- 2003 : Paradigma (Virtual Records)
- 2005 : Vivo 2012 (Icarus)
- 2007 : Bajo la cruz (Icarus)
- 2013 : Vivo Sin control DVD CD (Icarus)
- 2015 : Aún sigo latiendo (Icarus)
- 2017 : Bajo la cruz 10° Aniversario (Virtual Records)
- 2017 : Fuego y madera (Virtual Records)

### DVD
- 2013 : Vivo sin control (Icarus)
- 2016 : 20° aniversario (Virtual Records)

### Compilations
- 1999 : Fanzine Metallica n.º1
- 2000 : Festival Nems
- 2001 : Fanzine Metallica n.º2
- 2003 : Revista Heavy Metal Magazine
- 2003 : Revista Jedbangers